# Seppo Mattinen
Seppo Mattinen (født 21. januar 1930 i Helsinki, død 13. januar 2022) var en finsk maler og grafiker, der havde en stor del af sit kunstneriske virke i Danmark. Han studerede kunst og kunsthåndværk i Helsingfors og senere i Göteborg, før han kom ind på Kunstakademiet i København i 1954 – året inden han debuterede på Kunstnernes Efterårsudstilling. Fra 1985 boede Seppo Mattinen i Rom. Seppo Mattinen modtog Statens Kunstfonds livsvarige ydelse.
Seppo Mattinen er blandt andet kendt for at have malet det markante gavlmaleri "Cykelpigen" på en gavl på Nørrebrogade i København. Et andet af Seppo Mattinens kunstværker er gengivet på et dansk kunstfrimærke, udgivet i juni 2007. Han var medlem af kunstnersammenslutningen Grønningen siden 1975. Han modtog Eckersberg Medaillen i 1985.
- Fladstrand Kirkes alter 2009
- Varde Biblioteks bogbus 2002